# Coccophagus shillongensis
Coccophagus shillongensis är en stekelart som beskrevs av Hayat och Singh 1989. Coccophagus shillongensis ingår i släktet Coccophagus och familjen växtlussteklar. Inga underarter finns listade i Catalogue of Life.